# Gryllacris voluptaria
Gryllacris voluptaria är en insektsart som beskrevs av Brunner von Wattenwyl 1888. Gryllacris voluptaria ingår i släktet Gryllacris och familjen Gryllacrididae.

## Underarter
Arten delas in i följande underarter:
- G. v. voluptaria
- G. v. kjellbergi